# 金融機関

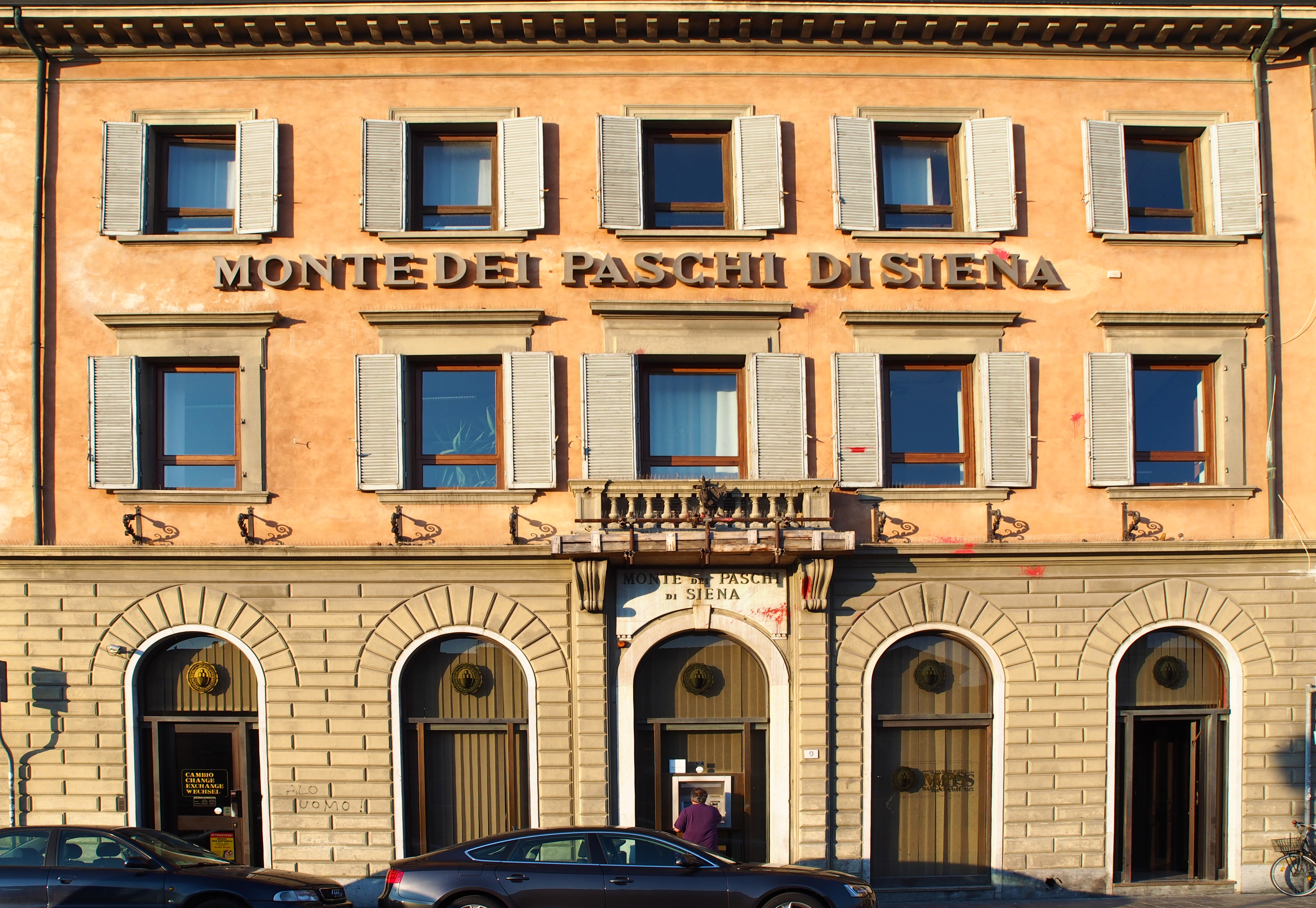
ピサのモンテ・デイ・パスキ・ディ・シエナ銀行。
現存する最古の金融機関である。

金融機関（きんゆうきかん、イタリア語: Ente finanziario、英語: financial institution, banking institution）は、金融ビジネスを業務とし顧客に対して各種の金融サービスを提供する企業または組織である。
金融機関は（中央銀行を除いて）、1.金融（仲介）の形式（直接金融、間接金融、ハイブリッド金融）、2.預金（預金通貨）の取り扱いの有無、3.公的金融機関か民間金融機関かという観点で分類できる。
なお、金融業という場合、広義には、資金融通機関（銀行、協同組織金融業）、資金取引の仲介機関（貸金業、質屋、クレジットカード業、割賦金融業、住宅専門金融業、証券金融業、ファクタリング業者、金融商品取引業、商品先物取引業など）、補助的金融業（短資会社、手形交換所、両替業、信用保証機関、前払式証票発行業者、債権管理回収業者など）や信託業を含む。

## 日本の金融機関
| 分類             | 該当機関                                                    |
| ---------------- | ----------------------------------------------------------- |
| 中央銀行         | 日本銀行                                                    |
| 普通銀行         | 都市銀行、 地方銀行、 信託銀行 など                         |
| 中小企業金融機関 | 信用金庫、 信用組合 など                                    |
| 協同組織金融機関 | 労働金庫 など                                               |
| 農林水産金融機関 | 農業協同組合、 漁業協同組合 など                            |
| 厚生労働金融機関 | 生活協同組合 など                                           |
| 証券金融機関     | 証券会社など                                                |
| 保険会社         | 生命保険会社、 損害保険会社 など                            |
| ノンバンク       | 消費者金融など                                              |
| 政府系金融機関   | 日本政策金融公庫、 日本政策投資銀行、 住宅金融支援機構 など |

### 中央銀行
日本銀行は日本銀行法に基づく日本の中央銀行である。

### 民間金融機関
日本の民間金融機関は預金取扱金融機関とその他の金融機関（証券会社や保険会社）に分けられる。なお、日本郵政（ゆうちょ銀行、かんぽ生命保険）や商工組合中央金庫は政府保有株式（完全民営化の移行状況）の関係で公的金融機関に分類されることがある。

#### 預金取扱金融機関
預金取扱金融機関は普通銀行、長期金融機関（信託銀行）、協同組織金融機関に分けられる。
- 普通銀行 - 銀行法により、免許を受けて銀行業を営む株式会社。普通銀行は都市銀行、地方銀行、第二地方銀行、その他の銀行（ネット専業銀行、流通系銀行）に分けられる[4]。日本の銀行一覧も参照。なお、銀行法上の銀行ではなく長期信用銀行法において規定された金融機関に長期信用銀行があった（現在は存在しない）。
  - 都市銀行
  - 地方銀行
  - 第二地方銀行
  - 外国銀行支店 - 銀行法上、銀行とみなされる。
- 長期金融機関（信託銀行）
- 協同組織金融機関 - 営利法人たる株式会社である銀行とは異なり非営利法人である。対象となる主な顧客によって、中小企業系の信用金庫や信用組合、農林漁業系の農業協同組合や漁業協同組合、労働組合系の労働金庫などがある[4]。
  - 中小企業系 - 信用金庫（系統中央機関は信金中央金庫）、信用協同組合（信用組合、系統中央機関は全国信用協同組合連合会）
  - 農林漁業系 - 農業協同組合、漁業協同組合（信用部門の系統中央機関は農林中央金庫）
  - 労働組合系 - 労働金庫（系統中央機関は労働金庫連合会）

#### その他の金融機関
- 証券金融会社
- 保険会社 - 保険業法に基づく免許を受けた保険業を営む株式会社または相互会社。集めた保険料は株式や債券などの証券投資や貸付け等で運用を行う。また活動運営面では保険法の適用を受ける。
  - 生命保険会社 - 保険会社のうち生命保険業免許を受けた者をいう。
  - 損害保険会社 - 保険会社のうち損害保険業免許を受けた者をいう。
  - 少額短期保険業者 - 一定事業規模の範囲内において少額・短期の保険の引受けのみを行う事業。

#### 共済団体
- 共済 - 生命保険・損害保険に類似した保障（補償）制度を取扱う認可団体。保険会社と同様に保険法の適用を受けるが、各団体の根拠法や監督官庁はそれぞれ異なる。また、保険会社との大きな相違点は、非営利法人の協同組合組織であることや、集めた掛金の運用先（特に株式や不動産投資）に制限が設けられていることなどが挙げられる。
  - 農業協同組合系（JA共済など）
  - 漁業協同組合系（JF共済など）
  - 生活協同組合系（こくみん共済 coop や CO・OP共済など）

### 公的金融機関
公的金融機関には政府系金融機関とその他の金融機関があり、先述のように日本郵政（ゆうちょ銀行、かんぽ生命保険）や株式会社商工組合中央金庫は政府保有株式（完全民営化の移行状況）の関係で公的金融機関に分類されることがある。
- 政府系金融機関
  - 株式会社日本政策投資銀行
  - 株式会社国際協力銀行
  - 株式会社日本政策金融公庫
  - 沖縄振興開発金融公庫
  - 独立行政法人奄美群島振興開発基金
  - 独立行政法人住宅金融支援機構
  - 独立行政法人福祉医療機構

### その他の業態と法規制
- 金融商品取引法 - 金融商品取引業
- 貸金業法
  - 消費者金融 - 「サラ金」とも俗称され、消費者を対象に、高金利で融資を行う。
  - 信販会社 - 個人を対象に分割払いや後払いの仲介（クレジットカード、個品割賦購入斡旋）をする。融資（キャッシング）や、事業者対象のリース業務も行っている。
  - 住宅金融専門会社 - 個人を対象に住宅ローンを取り扱う。
  - 商工ローン - 主に零細事業者を対象に、高金利で融資を行う。
  - リース会社 - おもに事業者や法人を対象に、高額な機械設備（小はパソコンなどの情報機器や家具などの什器から大は船舶、飛行機まで）を購入して一定期間貸し出すという手法で、導入を容易にする。会社によっては融資業務も行っている。
- 無尽業法 - 無尽会社
- 質屋営業法 - 質屋

### 銀行・信用金庫・信用組合のコマーシャル規制
日本では、1990年上半期ごろまで銀行、信用金庫、信用組合は単体でポスターや新聞などのいわゆるスチル媒体以外はコマーシャル活動をすることができない（統括団体のCMは放送媒体でも行われた。代表的なものに1983年の銀行法改正による土曜日休業告知CMなどがある）規制があった。規制運用時は、系列クレジットカードを使って「○○（=銀行名）カード、お申し込みは銀行へ」の形での間接的なコマーシャルを行っていた。なお、相互銀行はコマーシャル規制が緩く、普通銀行転換前は提供クレジットを出す相互銀行もあったが、普通銀行転換時に一時銀行、信用金庫、信用組合等と同様の規制となった。
1990年下半期ごろからラジオに限定して放送媒体でのコマーシャルを部分解禁した。ラジオの場合は特に規制をかけなかったことから一部の番組で銀行などが冠スポンサーとして番組を提供した事例も一部あった。
1991年1月からテレビでのコマーシャルも解禁された。スタートした当初は定時番組の提供クレジットを入れない（パーティシペーション扱い）、放送時間も一定基準の時間枠しか放送できないなどの規制があったため、主としてスポットコマーシャルでの活動が多かった。
その後規制が緩和され現在は他の企業と同じように提供クレジットを出すことも可能になった。

## 米国の金融機関

### 金融機関の種類
主な金融機関に商業銀行（commercial bank）、貯蓄金融機関（savings association, thrift institution）、信用組合（credit union）がある。
銀行は銀行持株会社法（Bank Holding Companies Act）に定義されており、商業銀行には連邦法に基づく国法銀行（national bank）と州法に基づく州法銀行（state bank）がある二元銀行制度（Dual Banking System）である。銀行の多くは銀行持株会社（bank holding company）の傘下にある。
貯蓄金融機関にも、連邦法に基づく連邦貯蓄金融機関（federal savings association）と州法に基づく州貯蓄金融機関（state savings associations）がある。

### 金融監督機関
- 通貨監督庁（Office of the Comptroller of the Currency, OCC） - 全国通貨法（National Currency Act）により1863年に創設[5]。
- 連邦準備制度理事会（Board of Governors of the Federal Reserve System, FRB） - 連邦準備法（Federal Reserve Act）に基づき創設[5]。

## イギリスの金融機関

### 金融機関の種類
主な金融機関に銀行、住宅金融組合（building society）、信用組合がある。住宅金融組合は1986年住宅金融組合法（Building Society Act 1986）に基づく金融機関で主に住宅を担保とする貸付を行っている。

### 金融監督機関
- 金融安定政策委員会（Financial Policy Committee, FPC） - 1998年イングランド銀行法（Bank of England Act 1998）でイングランド銀行内に設置された期間で、2012年金融サービス法（Financial Services Act 2012）で業務内容が一部改正された[5]。

## EUの金融機関

### 金融機関の種類
EUでは銀行業務を行う金融機関は信用機関（credit institution）と呼ばれ、Directive2013/36/EU（第4次資本要件指令）で「預金又はその他の払戻可能な資金を公衆から受入れ、かつ、自己勘定での信用供与を行うことを業務とする事業者」と定義され同指令で規制されている。
EUでは金融サービス市場の統合でユニバーサルバンク形態を採用し、銀行業務を行う機関であれば信用機関として免許を取得することができるようになったが、証券関連業務のみを行う金融機関については別途1993年5月に93/22/EEC（投資サービス指令）で規制を行うことになった。93/22/EEC（投資サービス指令）はDirective 2004/39/EC（金融商品市場指令）で改正され、これらは投資サービス会社（investment firm）と定義されることになった。

### 金融監督機関
- 欧州銀行監督機構（European Banking Authority, EBA）[5]
- 欧州証券市場監督機構（European Securities and Markets Authority, ESMA）[5]
- 欧州保険年金監督機構（European Insurance and Occupational Pensions Authority, EIOPA）[5]

## 中国の金融機関

### 金融機関の種類
中国銀行業監督管理委員会（China Banking Regulatory Commission, CBRC）の監督下にある金融機関には、政策銀行及び国家開発銀行、商業銀行、農村信用組合、農村合作銀行、新型農村金融機関及び郵政貯蓄銀行、ノンバンク、金融資産管理会社、外国銀行がある。
- 政策銀行及び国家開発銀行 - 政策銀行は1994年に政府の全額出資により設立された非営利の金融機関で、個人預金は扱っておらず、財政交付金、政策金融債の発行、中央銀行からの借入を資金にしている[5]。中国輸出入銀行や中国農業発展銀行がある（従来の国家開発銀行は2008年12月に商業銀行に転換した）[5]。
- 商業銀行 - 商業銀行法で規定され、大型商業銀行、株式制商業銀行、都市商業銀行、農村商業銀行がある[5]。
- 農村信用組合 - 農民、農協、郷鎮企業などが出資し、主に出資者からの預金や貸出の取り扱いなどのサービスを提供する金融機関[5]。
- 農村合作銀行 - 最低資本金2,000万元以上で自己資本比率4%以上の農村信用組合から転換した金融機関で商業銀行に準じた業務が認められた金融機関[5]。
- 新型農村金融機関及び郵政貯蓄銀行
  - 新型農村金融機関 - 村鎮銀行、農村資金互助社、ローン専門会社で、農村部への参入促進のために認められた金融機関[5]。
  - 郵政貯蓄銀行 - 国家郵政局郵政貯蓄局の郵便貯金業務を引き継ぎ、中国郵政集団公司の全額出資で2007年3月20日に設立された金融機関[5]。

### 金融監督機関
- 中国銀行業監督管理委員会（China Banking Regulatory Commission, CBRC） - 銀行業監督管理法で規定された国務院直属の銀行監督機関[5]。